# Chu Tử (nhà Minh)
Chu Tử (chữ Hán: 朱梓; 6 tháng 10 năm 1369 – 18 tháng 4 năm 1390), được biết đến với tước hiệu Đàm vương (潭王), là hoàng tử của Minh Thái Tổ Chu Nguyên Chương, hoàng đế đầu tiên của nhà Minh.

## Cuộc đời
Chu Tử sinh năm Hồng Vũ thứ 2 (1369), là hoàng tử thứ 8 của Minh Thái Tổ, mẹ là Đạt Định phi (達定妃), không rõ lai lịch. Trước Chu Tử thì Đạt thị còn hạ sinh Tề Cung vương Chu Phù.
Năm Hồng Vũ thứ 3 (1370), Chu Tử được phong làm Đàm vương (潭王) khi mới 2 tuổi. Năm thứ 18 (1385), Chu Tử chuyển đến thái ấp ở Trường Sa, Hồ Nam. Ông là người thông minh, ham học, giỏi văn thơ.
Vào năm Hồng Vũ thứ 23 (1390), do Chỉ huy Ô Hổ, con trai của Anh Sơn hầu Ô Hiển, tham gia vào vụ án Hồ Duy Dung nên đã làm liên lụy đến chị/em gái là Đàm Vương phi Ô thị, chánh thất của Đàm vương Chu Tử. Thái Tổ sai người gọi vào triều để thẩm tra, Chu Tử vì sợ hãi đã cùng Vương phi nhảy vào lửa tự thiêu. Năm đó, Chu Tử mới 21 tuổi, không có con nối dõi.